# Ignacy Kubecki
Ignacy Kubecki (ur. 1886 w Warszawie, zm. 1963 w Warszawie) – drukarz, działacz samorządowy, wiceprezydent Lublina (1923-1927), prezydent Siedlec (1927-1930), prezydent Włocławka (1945-1948), wojewoda pomorski (1948-1950), działacz PPS i PZPR.

## Życiorys
Urodził się 27 sierpnia 1886 r. w Warszawie w rodzinie robotniczej. Był synem Piotra, tkacza i Franciszki. Ukończył sześć klas Gimnazjum Ewangelicko-Reformowanego i dwuletnią Szkołę Graficzną w Warszawie (1906). W latach 1907–1912 pracował jako drukarz w drukarni M. Arcta, a następnie w latach 1912–1918 w Drukami Naukowej w Warszawie. Był współzałożycielem i członkiem zarządu Polskiego Związku Zawodowego Drukarzy, Odlewaczy Czcionek i Pokrewnych Zawodów (1916).

### Działalność zawodowa i polityczna do 1939 r.
W 1918 r. przeniósł się do Lublina; gdzie nadal pracował jako drukarz. W lipcu 1918 r. wstąpił do Polskiej Partii Socjalistycznej. Był jednym z organizatorów pierwszej na ziemiach polskich Rady Delegatów Robotniczych w Lublinie, w której kierował Wydziałem Opieki Społecznej. Od grudnia 1918 do marca 1919 r. był urzędnikiem magistratu miasta Lublina.
W 1919 r. został radnym Lublina z listy PPS, a do 1923 r. był także ławnikiem w radzie miejskiej kierującym Wydziałem Opieki Społecznej. W latach 1923–1927 był wiceprezydentem Lublina. W tym czasie działał w lubelskim Okręgowym Komitecie Robotniczym PPS oraz w Radzie Narodowej Lubelskiej Spółdzielni Spożywców. Był również przewodniczącym Rady Związków. Zawodowych w Lublinie oraz prezesem w lubelskim oddziale Stowarzyszenia Wolnomyślicieli Polskich.
W 1927 r. został skierowany przez PPS do Siedlec, gdzie wybrano go prezydentem miasta. Godność prezydenta Siedlec pełnił do 1 października 1930 r., kiedy to władze usunęły go jako działacza PPS z zajmowanego stanowiska. Po siedmiomiesięcznej przerwie w pracy, objął drogą konkursu stanowisko dyrektora Ubezpieczalni Społecznej w Równem (1931–1932), a następnie kolejno w: Łucku (1932–1935), Ciechanowie (1935–1937) i Pińsku (1937–1939).

### Okupacja hitlerowska
Po wybuchu II wojny światowej przeniósł się do Warszawy i podjął pracę w Drukarni Oświatowej (1940–1942). Od września 1942 do sierpnia 1944 r. pracował w Banku Komunalnym jako archiwista. Brał udział w kolportażu nielegalnej literatury. Po powstaniu warszawskim osadzono go w obozie w Pruszkowie, a następnie wywieziono do wsi Karczowice w powiecie miechowskim, gdzie pozostał do wyzwolenia w lutym 1945 r.

### Działalność polityczna i zawodowa po 1945 r.

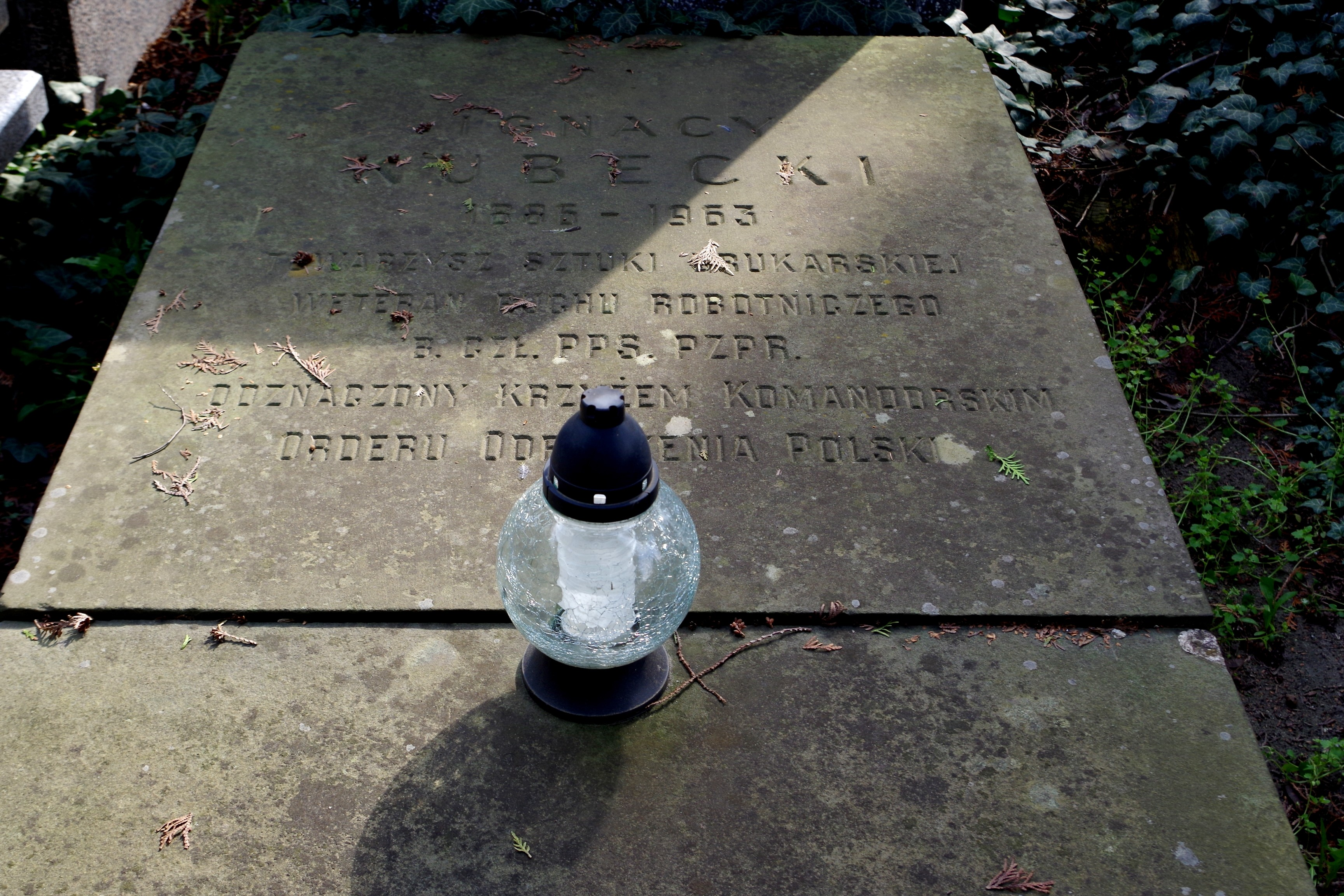
Grób działacza samorządowego Ignacego Kubeckiego na Cmentarzu Wojskowym na Powązkach w Warszawie

Po wojnie wrócił do rodzinnej Warszawy i zgłosił się do dyspozycji Centralnego Komitetu Wykonawczego PPS. W lutym 1945 r. został skierowany z ekipą działaczy politycznych i samorządowych do dawnego województwa pomorskiego w celu zorganizowania tam administracji. 16 kwietnia 1945 r. wojewoda pomorski Kazimierz Pasenkiewicz mianował go prezydentem Włocławka. Urząd ten pełnił do kwietnia 1948. We Włocławku działał w PPS. Był członkiem Wojewódzkiego Komitetu tej partii w Bydgoszczy oraz przewodniczącym włocławskiej organizacji Towarzystwa Przyjaźni Polsko-Radzieckiej (1946-1948).
6 kwietnia 1948 Rada Ministrów powierzyła mu pełnienie obowiązków wojewody pomorskiego. Urząd ten objął 10 kwietnia tego roku i pełnił go do 13 czerwca 1950. Będąc wojewodą pomorskim nadal działał w PPS, a od grudnia 1948 r. w Polskiej Zjednoczonej Partii Robotniczej. Na Kongresie Zjednoczeniowym PPR i PPS wybrano go zastępcą członka Komitetu Centralnego PZPR. Pozostał nim do II Zjazdu tej partii w 1954. Był członkiem Komitetu Wojewódzkiego i Egzekutywy KW PZPR w Bydgoszczy.
W maju 1950 na sesji WRN w Bydgoszczy został odwołany ze stanowiska wojewody bydgoskiego. Formalne rozwiązanie stosunku pracy nastąpiło 30 września 1950. Latem 1950 przeniósł się do Warszawy, gdzie został kierownikiem działu w Zakładzie Ubezpieczeń Społecznych. W 1955 był kierownikiem działu administracyjnego w Instytucie Polsko-Radzieckim w Warszawie. 1 stycznia 1956 przeszedł na emeryturę. Zmarł w 13 kwietnia 1963 w Warszawie. Został pochowany na Cmentarzu Wojskowym na Powązkach w Warszawie (kwatera BII30-3-19). Był żonaty z Reginą Zofią z Fogelgarnów. Miał synów: Stefana i Zdzisława.
Został odznaczony Medalem 10-lecia Polski Ludowej oraz Krzyżem Komandorskim Orderu Odrodzenia Polski.